# 井上孝幸
井上 孝幸（いのうえ たかゆき、1981年2月4日 - ）は、日本の元俳優。東京都出身。スターダストプロモーションに所属していた。

## 略歴
- 人気バラエティー番組の視聴者参加コーナーにて事務所の目に留まり、スカウトされる。
- 大河ドラマ出演、全国公開作品の映画での主役級、連続ドラマへのレギュラー出演とキャリアを重ねていた。
- オリジナルビデオ作品ではベッドシーンに挑戦するなど新境地も開拓していた。

## 出演

### 映画
- トイレの花子さん（1995年） - 坂本拓也 役

### テレビドラマ
- if もしも 第14話（1993年、フジテレビ系）
- 花の乱（1994年、NHK大河ドラマ） - 足利義尚 役
- 愛と罪と（1995年、フジテレビ系）
- 職員室（1997年、TBS系）- 近藤弘 役
- 土曜ワイド劇場 新・女弁護士 朝吹里矢子5（1998年、テレビ朝日系） - 高畠裕司 役
- チェンジ!（1998年、テレビ朝日系）

### テレビアニメ
- 花より男子（1996年、テレビ朝日系） - 牧野進 役

### オリジナルビデオ
- 未成年性犯罪白書（1998年）